# داء كيرل
يُعرف داء كيرل بأنه شكل من أشكال مرض الانثقاب المكتسب. أمراض الانثقاب الرئيسية الأخرى هي الانثقاب الأعوج المرن والداء الكولاجيني الانثقابي المكتسب. في الآونة الأخيرة، ومع ذلك، هناك جدل حول تصنيف داء كيرل مع المرض الجلدي الانثقابي أو نوع فرعي من داء الكولاجين الانثقابي المكتسب.
وصف داء كيرل لأول مرة من قبل جوزيف كيرل في عام 1916 عندما قدمت امرأة مصابة بداء السكري عقيدات مفرطة التقرن معممة. يتميز المرض بوجود حطاطات كبيرة مع سدادة كيراتين مركزية على الجلد، وعادة ما تكون على أرجل المريض وغالبًا ما يكون مصحوبًا باضطرابات الكبد أو الكلى أو السكري. يمكن أن يصيب كل من الإناث والذكور بنسبة 6:1. تظهر الحطاطات عادة على المريض بمتوسط عمر 30 سنة. يعد داء كيرل مرضًا نادرًا ما لم يكن هناك عدد كبير من مرضى الفشل الكلوي المزمن. يبدو أن المرض أكثر انتشارًا في الأمريكيين من أصل أفريقي، والذي يمكن أن يكون مرتبطًا بارتفاع معدل الإصابة بداء السكري والفشل الكلوي بين السكان.

## العلامات والأعراض
أعراض داء كيرل مزمنة وتظهر خلال مرحلة البلوغ بين سن 30 و50 عامًا. ومع ذلك، جرى الإبلاغ عن حالات ظهور مبكرة في وقت مبكر من عمر 5 سنوات وتأخر ظهورها حتى عمر 75 عامًا. يتمثل العرض الرئيسي في تطور حطاطات صغيرة إلى آفات غير مؤلمة تحيط بها قشور فضية. الآفات غير مؤلمة، ومع ذلك، هناك احتمال أن يشعر المريض برغبة شديدة في الحكة. بمرور الوقت، تنمو هذه الآفات إلى دائرة نصف قطرها 0.75 بوصة وتتطور إلى عقيدات حمراء بنية مع سدادة مركزية من الكيراتين. مع تطور المزيد من الآفات، يمكن أن تتجمع وتشكل لويحات متقرنة أكبر. عادة ما تُلاحظ هذه الآفات على الأطراف السفلية، ومع ذلك، يمكن أن تتطور أيضًا على الأطراف العلوية، مثل الذراعين والرأس والرقبة. الأجزاء الوحيدة من الجسم التي لا يتشكل منها داء كيرل هي الراحتان وأخمص القدم والأغشية المخاطية. قد تلتئم الآفات تلقائيًا دون علاج، ومع ذلك، ستظهر آفات جديدة في مكانها.
الأعراض الأخرى التي يمكن ملاحظتها:
- سدادات حطاطية مخروطية الشكل مفرطة التقرن
- لويحات ثؤلولية مفرطة التقرن
- السكري
- قصور كبدي
- وجود الزلال في البول
- السكر الزائد في البول

## الأسباب
أسباب داء كيرل غير واضحة ويمكن أن تكون مجهولة السبب. الارتباط الوحيد الذي اكتشف أخيرًا هو الارتباط المتكرر بالاضطراب الأساسي، مثل داء السكري وأمراض الكلى المزمنة وفرط شحميات الدم وتشوهات الكبد وفشل القلب الاحتقاني. ومع ذلك، كانت هناك حالات شوهد فيها داء كيرل دون أي ارتباط مع الاضطرابات المذكورة سابقًا. نظرًا لأن أسباب داء كيرل غير معروفة، فإن أفضل طريقة للوقاية من المرض هي منع الاضطرابات التي يبلغ عنها عادةً بالتزامن معها.

## الآلية
الفيزيولوجيا المرضية لداء كيرل غير واضحة. يعتقد بعض العلماء أنه قد يكون اختلافًا في حكة عقيدية. النظرية التي يتفق عليها معظم العلماء هي أن داء كيرل هو القضاء على الكيراتين والمواد الخلوية الأخرى عبر البشرة. يتشكل التقرن في داء كيرل عند الطبقة القاعدية التي تكون أقل من منطقة الانتشار الطبيعية في البشرة. هذا يسبب استجابة التهابية تنتج مع الكيراتين، إلى جانب المواد الخلوية الأخرى والأنسجة الضامة، لإخراجها من البشرة. سبب آخر للاستجابة الالتهابية قد يكون بسبب تغير في النسيج الضام الجلدي. وضعت هذه النظرية في الاعتبار لأن هذه الخطوة هي السبب الرئيسي للاستجابات الالتهابية في أمراض الجلد الأخرى، مثل: الانثقاب الأعوج المرن وداء الكولاجين الانثقابي المكتسب.

## التشخيص
نظرًا لأن العديد من الاضطرابات الجلدية الأخرى يمكن أن تتميز بحطاطات أو عقيدات غير طبيعية، فإن طبيب الأمراض الجلدية يحدد ما إذا كان المريض مصابًا بداء كيرل من خلال عمق اختراق السدادات القرنية، والتوزيع الموضعي للسدادات، وحجم المقابس، وفترة البداية. يتعين على الطبيب أيضًا اختبار الاضطرابات، مثل مرض السكري والكبد وأمراض الكلى للمساعدة في تعزيز تشخيص داء كيرل. من الأمراض الكامنة الأخرى التي لوحظت مع داء كيرل السل، وداء الرشاشيات الرئوي، والجرب، والتهاب الجلد التأتبي، والإيدز، والتهاب الجلد العصبي، واضطرابات الغدد الصماء.
إن وراثة داء كيرل غير معروفة حيث تشير الحالات المبلغ عنها إلى كل من السيادة الجسدية والتنحُّل الصبغي الجسدي.

## العلاج
أفضل علاج لداء كيرل هو علاج المرض الأساسي إذا كان موجودًا لأن متوسط العمر المتوقع يتحدد أيضًا من خلال المرض الأساسي. ومع ذلك، إذا لم تكن هناك أمراض أخرى مرتبطة بداء كيرل، فإن علاج الآفات هو مسار العمل. هناك فرصة للشفاء من الآفات دون علاج ولكن ستظهر آفات جديدة.

### الرعاية الطبية
يمكن استخدام الايزوتريتنون، جرعات عالية من فيتامين أ وكريم تريتينوين. أيضًا، قد تكون المرطبات ومضادات الهيستامين الفموية والكريمات المضادة للحكة التي تحتوي على المنثول والكافور مفيدة لأن الآفات يمكن أن تصبح شديدة الحكة.

### العلاج الإشعاعي
يمكن استخدام الإشعاع فوق البنفسجي بعد إزالة فرط التقرن مع العلاج الدوائي المركب للريتينويدات عن طريق الفم والسورالين والأشعة فوق البنفسجية أ.

### الرعاية الجراحية
تعد الخيارات الجراحية الخيار الأخير لعلاج داء كيرل. يمكن استخدام ليزر ثاني أكسيد الكربون أو الكي الكهربائي أو الجراحة البردية للتخلص من الآفات المحدودة. يجب على المرضى ذوي البشرة الداكنة اتخاذ مزيد من الحذر لأن هذه الخيارات يمكن أن تؤدي إلى خلل التصبغ. بالإضافة إلى ذلك، يمكن أن يؤدي الأداء على المرضى الذين يعانون من مرض كيرل بسبب داء السكري أو ضعف الدورة الدموية إلى ضعف الشفاء.

## الإنذار
تتراوح معدلات الإصابة والوفيات من كلا الطرفين حيث ترتبط الأهمية بالمرض الجهازي الأساسي.

## الأبحاث الحديثة
يبدو أن هناك استجابات مفيدة لعلاج الكليندامايسين حيث تتراجع الآفات. يؤدي هذا إلى فرضية أن الكائنات الحية الدقيقة قد تلعب دورًا في المراحل الأولى من داء كيرل.
فحصت عائلة مصابة بداء كيرل وكانت الآفات الجلدية حميدة. ومع ذلك، عندما فحص ثلاثة من الشباب البالغين عن كثب، كان لديهم إعتام عدسة العين الخلفي تحت المحفظة واثنان من هؤلاء الثلاثة طوروا العديد من عتامات القرنية اللحمية الأمامية الصغيرة ذات اللون الأصفر والبني. من أجل تحديد ما إذا كان هناك أي ارتباط بين داء كيرل والملاحظات العينية، يجب تحليل المزيد من حالات مرض كيرل.
بشكل عام، نظرًا لأن داء كيرل نادر نسبيًا، يجب دراسة وتحليل المزيد من الحالات من أجل فهم الأسباب المرضية الكامنة وتحسين إدارة المرض.